# Vicko Balović
Vicko Balović (Ballovich, Vincenzo) (Perast, 11. lipnja 1768. – Perast, 14. siječnja 1844.), hrvatski povijesni pisac, kotorski kanonik i primicerij

## Životopis
Rođen u hrvatskoj patricijskoj obitelji iz Perasta Balovićima. Sin Matije Krstova Balovića, brat pomorca, suca i notara Stjepana Matijina Balovića, stric diplomata Krsta.
U Loretu studirao teologiju. Kanonik je postao 1810. godine. Poslije toga prepošt kotorskoga kaptola. Stvarao na talijanskom jeziku. Autor je povijesnog djela iz 1799. u kojem je opisao povijest svetišta Gospe od Škrpjela. Djelo Ogled o lijepoj književnosti (Saggio di belle lettere) ostalo je nedovršeno. Pretpostavlja se da je bilo zamišljeno kao udžbenik za kotorske đake.(Radoslav Rotković) U djelu se Balović bavi književnoteorijskim pitanjima pišući o podrijetlu, podjeli i vrstama književnosti.